# Conjetura de Fermat–Catalan
En teoría de números, la conjetura de Fermat–Catalan combina ideas del último teorema de Fermat y de la conjetura de Catalan, de ahí el nombre. La conjetura postula que la ecuación

(1){\displaystyle a^{m}+b^{n}=c^{k}\quad }

tiene un número finito de soluciones (a,b,c,m,n,k); aquí a, b, c son números enteros positivos coprimos y m, n, k son enteros positivos que satisfacen

(2){\displaystyle {\frac {1}{m}}+{\frac {1}{n}}+{\frac {1}{k}}<1.}

A fecha de 2008, se conocen las siguientes soluciones de (1):
{\displaystyle 1^{m}+2^{3}=3^{2}\;}
{\displaystyle 2^{5}+7^{2}=3^{4}\;}
{\displaystyle 13^{2}+7^{3}=2^{9}\;}
{\displaystyle 2^{7}+17^{3}=71^{2}\;}
{\displaystyle 3^{5}+11^{4}=122^{2}\;}
{\displaystyle 33^{8}+1549034^{2}=15613^{3}\;}
{\displaystyle 1414^{3}+2213459^{2}=65^{7}\;}
{\displaystyle 9262^{3}+15312283^{2}=113^{7}\;}
{\displaystyle 17^{7}+76271^{3}=21063928^{2}\;}
{\displaystyle 43^{8}+96222^{3}=30042907^{2}\;}
La primera de ellas (1m+23=32) es la única solución donde una de las variables a, b o c es 1; esta es la conjetura de Catalan, demostrada en 2002 por Preda Mihăilescu. Técnicamente, este caso produce un número infinito de soluciones de (1) (puesto que se puede escoger cualquier m para m>6), pero a los efectos de enunciado de la conjetura de Fermat-Catalan se contabilizarán todas esas soluciones como una sola.
Se conoce, mediante el teorema de Faltings, que para cualquier elección fijada de enteros positivos m, n y k que satisfacen (2), existe únicamente un número finito de tuplas de números enteros coprimos (a, b, c) que resuelven (1), pero claro, la conjetura de Fermat–Catalan completa es una afirmación mucho más fuerte.
La conjetura abc implica la conjetura de Fermat–Catalan.